# HD104671
HD104671 — хімічно пекулярна зоря спектрального класу A4, що має видиму зоряну величину в смузі V приблизно  4,3.
Вона  розташована на відстані близько 229,8 світлових років від Сонця.